# Copa Mundial de Rugby League de 1985/88
La Copa Mundial de Rugby League de 1985/88 fue la novena edición de la Copa del Mundo de Rugby League.

## Equipos
- Australia
- Francia
- Gran Bretaña
- Nueva Zelanda
- Papúa Nueva Guinea

## Fase de grupos
| Equipo             | Encuentros | Encuentros | Encuentros | Encuentros | Tantos  | Tantos    | Tantos     | Puntos |
| Equipo             | jugados    | ganados    | empatados  | perdidos   | a favor | en contra | diferencia | Puntos |
| ------------------ | ---------- | ---------- | ---------- | ---------- | ------- | --------- | ---------- | ------ |
| Australia          | 8          | 6          | 0          | 2          | 252     | 91        | +161       | 12     |
| Nueva Zelanda      | 8          | 5          | 1          | 2          | 158     | 86        | +72        | 11     |
| Gran Bretaña       | 8          | 4          | 2          | 2          | 203     | 90        | +113       | 10     |
| Papúa Nueva Guinea | 8          | 2          | 0          | 6          | 84      | 325       | −241       | 4      |
| Francia            | 8          | 1          | 1          | 6          | 35      | 140       | −105       | 3      |

Nota: Se otorgan 2 puntos al equipo que gane un partido, 1 al que empate y 0 al que pierda.
|  | Clasifican a la final |

### Final
| 9 de octubre de 1988 | Nueva Zelanda | 12 - 25 | Australia | Eden Park, Auckland             |  |
|                      |               |         |           | Asistencia: 47.363 espectadores |  |

| Bandera de Australia |
| Campeón Australia    |
| Sexto título         |